# 7056 Kierkegaard
7056 Kierkegaard eller 1989 SE2 är en asteroid i huvudbältet som upptäcktes den 26 september 1989 av den belgiske astronomen Eric W. Elst vid La Silla-observatoriet. Den är uppkallad efter den danske filosofen Søren Kierkegaard.
Asteroiden har en diameter på ungefär 8 kilometer och den tillhör asteroidgruppen Agnia.